# FK Tekstilac Odžaci
FK Tekstilac Odžaci (Servisch: Фудбалски клуб Текстилац Оџаци – ФК Тексилац Оџаци, Fudbalski klub Tekstilac Odžaci – FK Tekstilac Odžaci) is een Servische voetbalclub uit Odžaci, Vojvodina.
De club werd in 1919 opgericht en speelde ten tijde van Joegoslavië lang op regionaal niveau in Vojvodina en enkele jaren op het derde niveau. Ook in het Servische voetbal bleef de club lang op het regionale vierde niveau spelen. Pas in 2021 kwam Tekstilac Odžaci op het derde niveau waar het in het tweede seizoen kampioen werd en promoveerde. Na een vierde plaats in de Prva Liga promoveerde Tekstilac Odžaci in 2024 na play-offwedstrijden voor het eerst naar de Superliga. Daar speelde de club in het Slavko Maletin Vava Stadion in Bačka Palanka omdat het eigen Gradski Stadion Odžaci niet aan de eisen voldeed. Tekstilac Odžaci werd in het seizoen 2024/25 in de Superliga vijftiende en degradeerde weer na een seizoen.
Čukarički · 
FK IMT ·
Jedinstvo ·
Mladost Lučani · 
Napredak · 
Novi Pazar ·
OFK Beograd ·
Partizan · 
Radnički 1923 ·
Radnički Niš · 
Rode Ster · 
Spartak · 
Tekstilac ·
TSC · 
Vojvodina · 
Železničar